# Theroscopus megacentrus
Theroscopus megacentrus är en stekelart som först beskrevs av Schiodte 1839.  Theroscopus megacentrus ingår i släktet Theroscopus och familjen brokparasitsteklar. Inga underarter finns listade i Catalogue of Life.